# Lijst van beelden in Rozendaal
Dit is een (onvolledige) lijst van beelden in de gemeente Rozendaal (Gelderland). Onder een beeld wordt hier verstaan elk driedimensionaal kunstwerk in de openbare ruimte van de Nederlandse gemeente Rozendaal, waarbij beeld wordt gebruikt als verzamelbegrip voor sculpturen, standbeelden, installaties, gedenktekens en overige beeldhouwwerken.
Voor een volledig overzicht van de beschikbare afbeeldingen zie: Beelden in Rozendaal op Wikimedia Commons.
| Geplaatst | Omschrijving                   | Kunstenaar                 | Straat                                  | Afbeelding |
| --------- | ------------------------------ | -------------------------- | --------------------------------------- | ---------- |
| 1892      | Bernard ter Haar               | Atelier Thissen            | Begraafplaats Rosendael                 |            |
| 1911      | Pauline Brandts Buys-Hesselink | Louis Vreugde              | Begraafplaats Rosendael                 |            |
| 1927      | Ludwig Felix Brandts Buys      | Louis Vreugde              | Begraafplaats Rosendael                 |            |
| 1962      | Baron Van Pallandtmonument     |                            | Kerklaan                                |            |
| 1998      | Poort van de aarde             | Huub en Adelheid Kortekaas | Kraijesteijnlaan                        |            |
| 2018      | Oriëntatiebord Emmapiramide    | Ralph Lambertz             | Kluizenaarsweg                          |            |
| 2019      | Slingeren of Spelende kinderen | Jits Bakker                | Akkerlaan 5 / Bremlaan (Dorpsschool)    |            |
| 2021      | De Bron                        | Will Schropp               | Rosendaalseweg 20 (Hospice Rozenheuvel) |            |